# Montcalm (municipio regional de condado)
Montcalm (AFI: [mɔ̃kalm]) es un municipio regional de condado (MRC) de la provincia de Quebec en Canadá. Este MRC está ubicado en la región administrativa de Lanaudière. La sede es Sainte-Julienne aunque la ciudad más poblada es Saint-Lin-Laurentides.

## Geografía

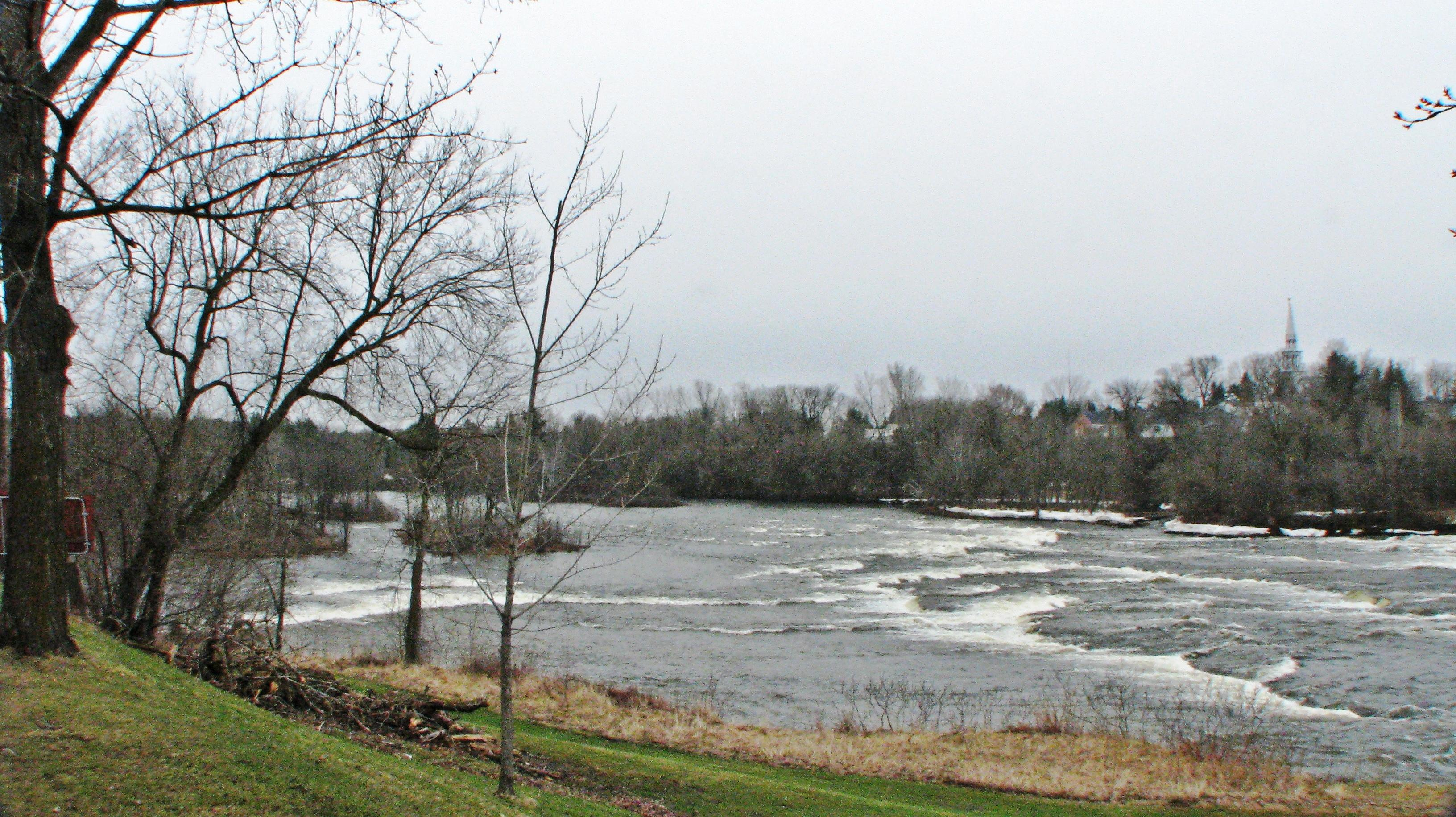
Río Ouareau en Saint-Liguori

El municipio regional de condado de Montcalm ocupa la parte suroeste de la región de Lanaudière, aproximadamente 50 km al norte de la ciudad de Montreal. Los MRC limítrofes son Matawinie al noroeste, Joliette al noreste, L’Assomption al este, Les Moulins al sureste así como La Rivière-du-Nord al suroeste. El MRC está ubicado en mayora parte en la planicie del San Lorenzo y, al norte, en el macizo de Laurentides del sur. Los ríos de l’Achigan y Ouareau, afluentes del río L'Assomption bañan el territorio.

## Urbanismo

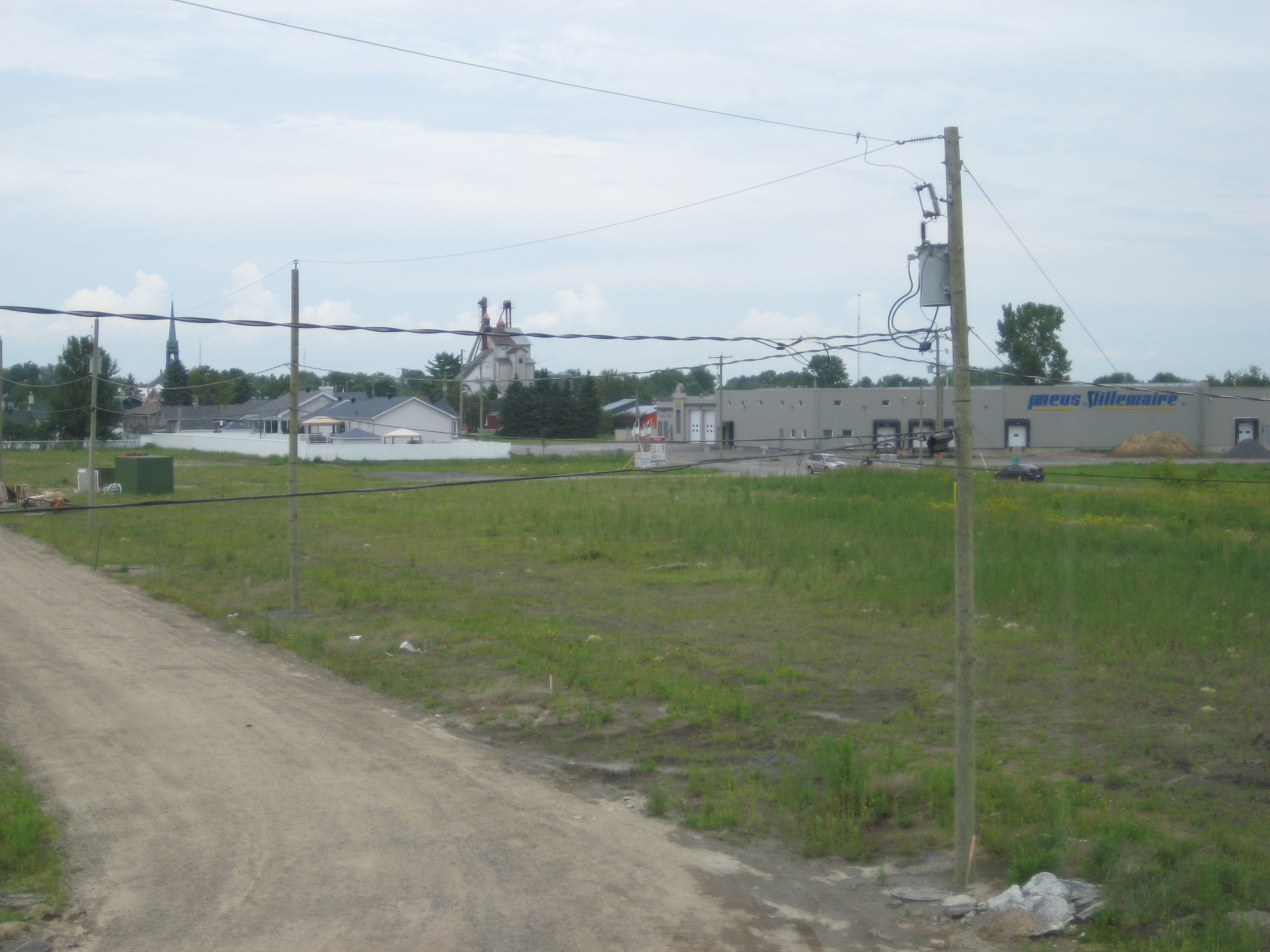
Saint-Esprit

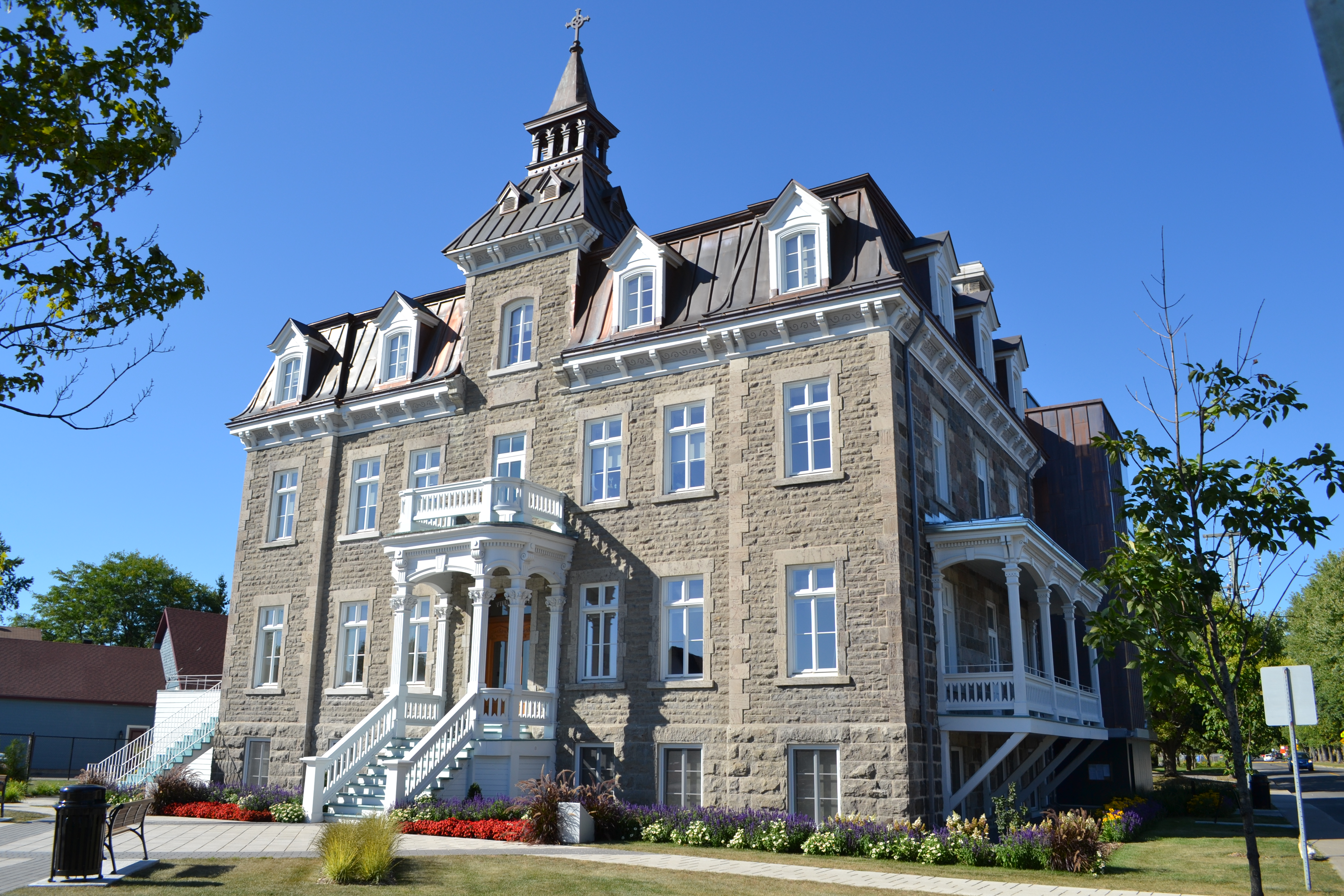
Convento de Saint-Roch-de-l'Achigan

|        | Clase                       | Orientación | De                    | A                        | Odónimo | Municipios                                                        |
| A 25   | Autopista                   | NS          | Montreal              | Saint-Esprit             |         | Saint-Esprit                                                      |
| QC 125 | Carretera regional          | NS          | Montreal              | Saint-Donat              |         | Saint-Esprit, Sainte-Julienne                                     |
| QC 158 | Carretera principal         | EO          | Lachute               | Berthierville            |         | Saint-Lin-Laurentides, Saint-Esprit, Sainte-Alexis, Saint-Jacques |
| QC 335 | Carretera colectora         | NS          | Montreal              | Chertsey                 |         | Saint-Lin-Laurentides, Saint-Calixte                              |
| QC 337 | Carretera regional          | NS          | Terrebonne            | Saint-Alphonse-Rodriguez |         | Saint-Lin-Laurentides, Sainte-Julienne                            |
| QC 339 | Carretera regional          | NS          | Saint-Lin-Laurentides | L'Assomption             |         | Saint-Lin-Laurentides, Saint-Roch-Ouest, Saint-Roch-de-l'Achigan  |
| QC 341 | Carretera regional          | NS          | Repentigny            | Chertsey                 |         | Saint-Jacques                                                     |
| QC 346 | Carretera colectora y local | EO          | Sainte-Julienne       | Saint-Charles-Borromée   |         | Sainte-Julienne, Saint-Liguori                                    |

## Historia

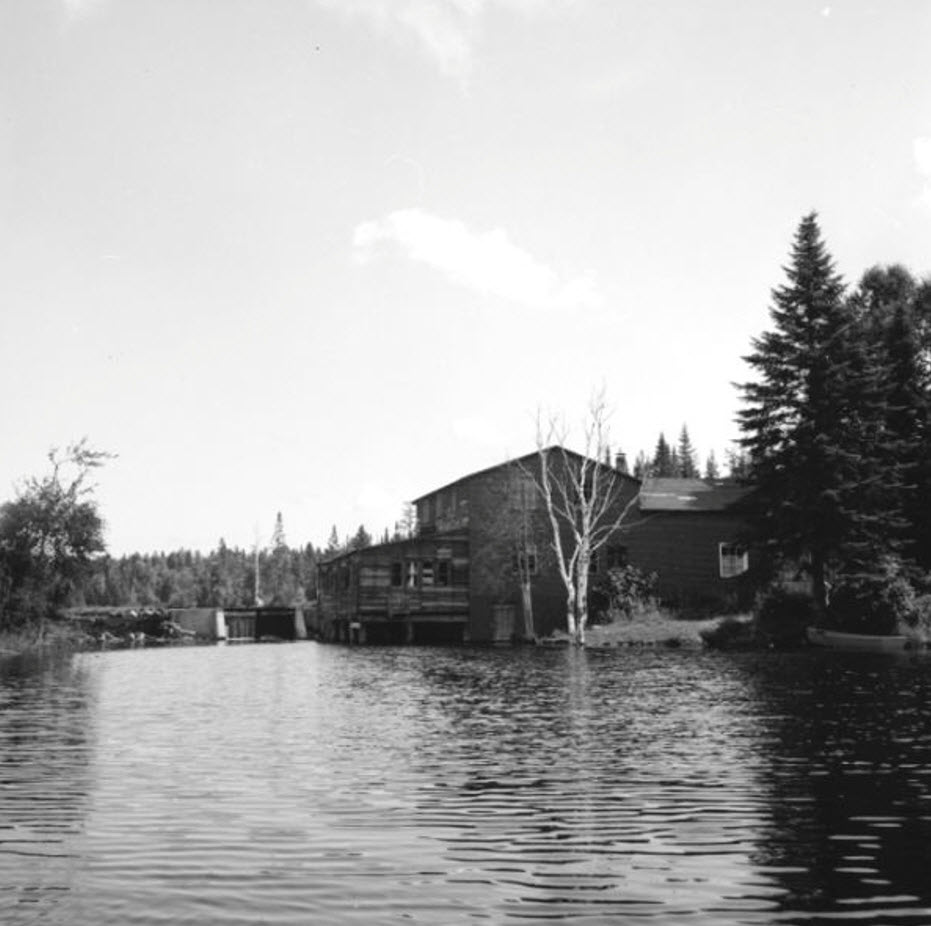
Antiguo molino en Saint-Calixte

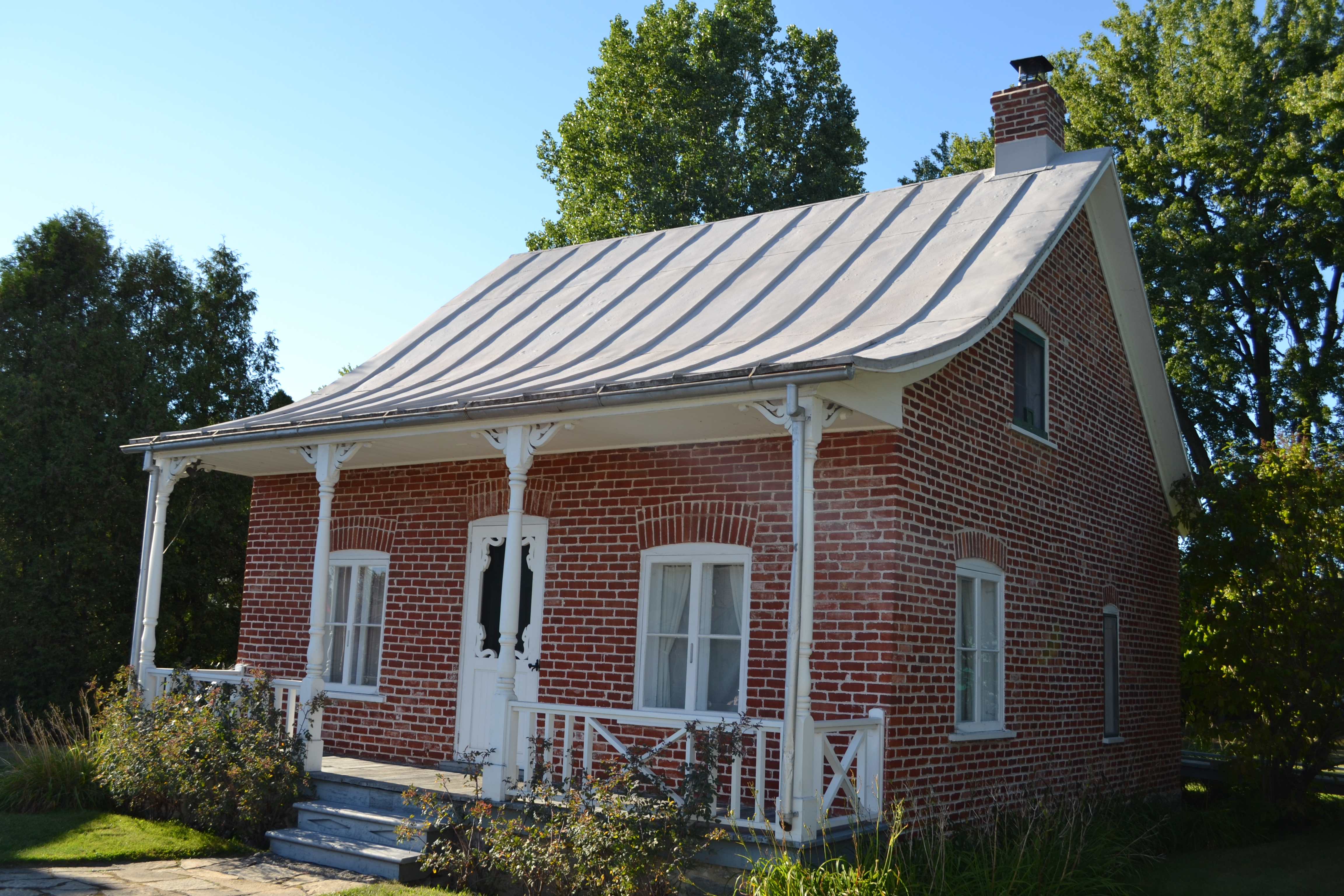
Casa natal de Wilfrid Laurier en Saint-Lin-Laurentides

El MRC, creado en 1982, sucedió al antiguo condado de Montcalm con partes de su territorio y del antiguo condado de L'Assomption.

## Política
La prefecta actual (2005) es Danielle Henri Allard, elegida en 2009 y 2013. Su suplente es Louis-Charles Thouin.
|           | Prefecto elegido      | Número de candidatos | % votos |
| 2009-2013 | Danielle Henri Allard | 2                    | 58,3%   |
| 2013-2017 | Danielle Henri Allard | 2                    | 64,1%   |

El territorio del MRC forma parte de las circunscripciones electorales de Joliette y de Rousseau a nivel provincial y de Montcalm a nivel federal.

## Demografía
Según el censo de Canadá de 2011, había 48 378 personas residiendo en este MRC con una densidad de población de 68,0 hab./km². La población ha aumentado de 13,7 % entre 2006 y 2011. El número de inmuebles particulares ocupados por residentes habituales resultó de 21 430 a los cuales se suman alrededor de 2000 otros que son en gran parte segundas residencias. La población es mayoritariamente de origen francófona.
Evolución de la población total, 1991-2015

## Economía
La economía regional consta de agricultura, de la industria agroalimentaria y de pequeñas empresas de fabricación.

## Sociedad

### Personalidades
- Wilfrid Laurier (1841-1919), primer ministro

## Comunidades locales
Hay 10 municipios en el MRC de Montcalm.
| Código | Nombre                  | Tipo      | Fecha de constitución | Área total (km²) | Área agua (km²) | Área tierra (km²) | Población 2015 | Gentilicio (en francés) | Densidad (hab./km²) | DT | Número de concejales | CEP                | CEF      |
| ------ | ----------------------- | --------- | --------------------- | ---------------- | --------------- | ----------------- | -------------- | ----------------------- | ------------------- | -- | -------------------- | ------------------ | -------- |
| 63005  | Sainte-Marie-Salomé     | Parroquia | 27.12.1888            | 33,52            | 0,04            | 33,48             | 1156           | Saloméen, ne*           | 34,5                | S  | 6                    | Joliette           | Montcalm |
| 63013  | Saint-Jacques           | Municipio | 20.05.1998            | 67,20            | 0,15            | 67,05             | 4114           | Jacobin, e*             | 61,4                | S  | 6                    | Joliette           | Montcalm |
| 63023  | Sainte-Alexis           | Municipio | 19.12.2012            | 43,13            | 0,03            | 43,10             | 1458           | Alexinois, e*           | 33,8                | S  | 6                    | Rousseau           | Montcalm |
| 63030  | Saint-Esprit            | Municipio | 01.07.1855            | 54,64            | 0,01            | 54,63             | 1953           | Spiritois, e*           | 35,7                | D  | 6                    | Rousseau           | Montcalm |
| 63035  | Saint-Roch-de-l'Achigan | Municipio | 01.07.1855            | 79,92            | 0,72            | 79,20             | 5114           | Achiganois, e*          | 64,6                | D  | 6                    | Rousseau           | Montcalm |
| 63040  | Saint-Roch-Ouest        | Municipio | 04.06.1921            | 20,09            | 0,19            | 19,91             | 279            | Saint-Rochois, e*       | 14,0                | S  | 6                    | Rousseau           | Montcalm |
| 63048  | Saint-Lin-Laurentides   | Ciudad    | 01.03.2000            | 118,76           | 0,78            | 117,98            | 19 768         | -                       | 167,6               | D  | 6                    | Rousseau           | Montcalm |
| 63055  | Saint-Calixte           | Municipio | 01.07.1855            | 146,63           | 4,03            | 142,60            | 6029           | Calixtien, ne*          | 42,3                | D  | 6                    | Rousseau           | Montcalm |
| 63060  | Sainte-Julienne         | Municipio | 01.07.1855            | 100,41           | 1,26            | 99,15             | 9863           | Juliennois, e*          | 99,5                | D  | 6                    | Rousseau           | Montcalm |
| 63065  | Saint-Liguori           | Parroquia | 01.07.1855            | 51,76            | 0,90            | 50,56             | 1956           | Liguorien, ne*          | 38,7                | S  | 6                    | Joliette           | Montcalm |
| 630    | Montcalm                | MRC       | 01.01.1982            | 716,06           | 8,11            | 707,95            | 51 690         | .                       | 73,0                | -  | -                    | Joliette, Rousseau | Montcalm |

DT división territorial, D distritos, S sin división; CEP circunscripción electoral provincial; * Oficial, ⁰ No oficial